# Musculus corrugator supercilii
De musculus corrugator supercilii of wenkbrauwspier is een kleine, smalle piramidevormige spier in de buurt van het oog. De oorsprong van deze spier is de pars nasalis ossis frontalis met de aanhechting aan het middelste deel van de huid van de wenkbrauw, alsmede de galea aponeurotica. De spier loopt onder de venter frontalis van de musculus occipitofrontalis en net boven de musculus orbicularis oculi. De spier is betrokken bij het laten zakken van de huid van het voorhoofd en trekt de wenkbrauwen naar beneden en naar het midden toe. Hij wordt geïnnerveerd door de nervus facialis.